# Bacio di Giuda (Giotto)
Il Bacio di Giuda (o Cattura di Cristo) è un affresco (200x185 cm) di Giotto, databile al 1303-1305 circa e facente parte del ciclo della Cappella degli Scrovegni a Padova. È compreso nelle Storie della Passione di Gesù del registro centrale inferiore, nella parete destra guardando verso l'altare.

## Descrizione e stile
La scena, una delle più note dell'intero ciclo, è ambientata all'aperto. Nonostante la cospicua partecipazione di personaggi, il nucleo centrale è perfettamente individuabile grazie all'uso delle linee di forza (come la linea dei tre bracci che attraversa la scena orizzontalmente, convergente al centro dove Caifa indica) e dell'ampia campitura di colore giallo della veste di Giuda, che si sporge in avanti, al centro, per baciare Gesù in modo da permettere alle guardie di riconoscerlo e catturarlo. Il volto di Giuda, giovane e pacato nelle scene precedenti, è qui ormai trasfigurato in una maschera bestiale, ed ha perso definitivamente l'aureola. All'immoto e intenso contatto visivo tra Gesù e il suo traditore si contrappone l'agitazione delle turbe di armati tutto intorno, generando un effetto di violenta drammaticità. 
Solo osservando un secondo momento ci si accorge delle altre scene di corredo, come quella di Pietro che taglia l'orecchio a Malco, un servitore del Sommo Sacerdote, con un coltello, afferrato per il mantello da un uomo curvo e di spalle, col capo coperto da un mantello grigio. Ben orchestrati sono i gruppi di armigeri, composti affastellando le teste (un tempo con colori metallici negli elmi, oggi anneriti) e soprattutto intuibili dal numero di lance, alabarde, bastoni e fiaccole che si levano in aria. Un po' più scandite sono le figure del gruppo di destra, tra cui si vede un uomo che suona il corno.
Sebbene l'iconografia risulti tradizionale, in questa scena Giotto ne rinnovò profondamente il contenuto, immettendovi una straordinaria tensione psicologica e drammatica.